# Brunnen, Neuburg-Schrobenhausen
Brunnen là một đô thị thuộc huyện Neuburg-Schrobenhausen bang Bayern nước Đức